# Microparticule
 (novembre 2009).
Si vous disposez d'ouvrages ou d'articles de référence ou si vous connaissez des sites web de qualité traitant du thème abordé ici, merci de compléter l'article en donnant les références utiles à sa vérifiabilité et en les liant à la section « Notes et références ».

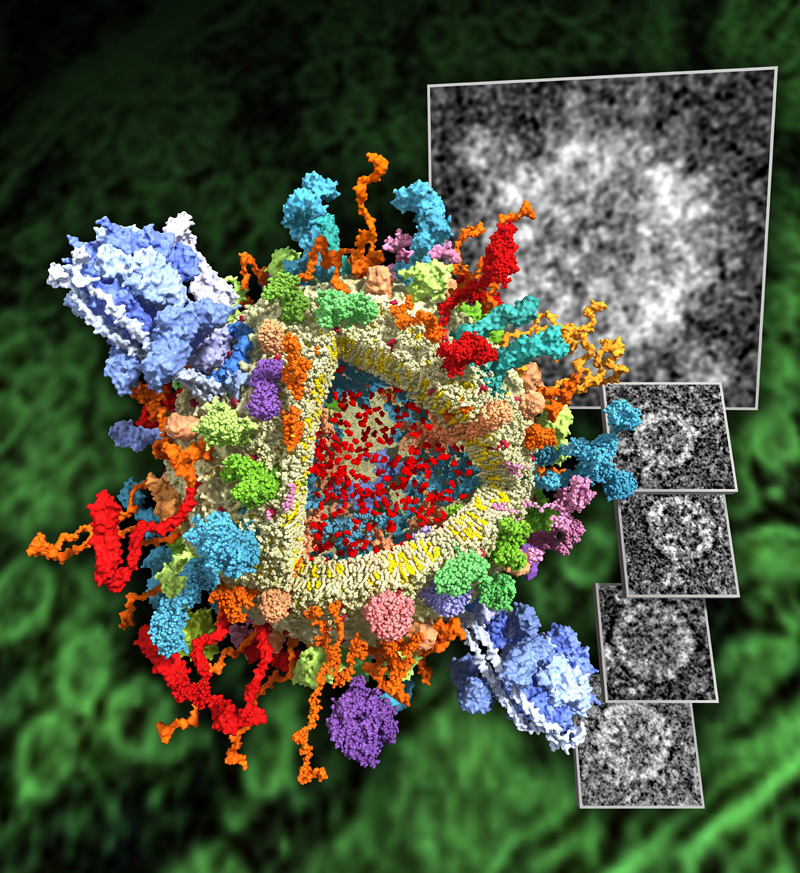
Représentation graphique d'une microparticule

Dans le domaine de la physique, une microparticule est une particule dont la taille est comprise entre 0,1 et 100 μm. 
Des microparticules plus ou moins dégradables ou biodégradables (selon leur nature ; minérale, biologique, complexes…) sont présentes dans tous les compartiments de l'environnement (eau, air, sol et passent d'un compartiment à l'autre, pouvant aussi être absorbées ou adsorbées par les organismes vivant ou des matrices minérales). 
Certaines sont vivantes (pollens frais et spores aéroportés) ou minérales (sable fin, poussières)… Les mousses et lichens se nourrissent de telles particules.
Des microparticules sont fabriquées par l'industrie et commercialisées pour divers usages.
Quand les particules sont toxiques ou écotoxiques, indésirables et/ou d'origine anthropiques (industrie, combustion, transports, érosion des sols) on parle de pollution microparticulaire, généralement à propos de pollution de l'air (atmosphère, air intérieur), mais aussi à propos de la pollution de l'eau rendue turbide ou polluée par exemple par des microparticules de plastiques. De telles microparticules, souvent issues de la fragmentation de macro-déchets de plastiques, sont trouvées de plus en plus nombreuses dans l'environnement marin mais aussi dans les lacs (grands lacs américains notamment, sous forme de microparticules, en moyenne plus petites dans les lacs qu'en mer. 
De 500 à 660.000 particules et microparticules de plastiques sont trouvées par km2 dans les lacs Erié, Huron et Supérieur. Ces particules ont souvent adsorbé des hydrocarbures, pouvant eux-mêmes solubiliser ou transporter des produits toxiques (ex : polychlorobiphényles (PCB) ou indésirables. C'est le Lac Erié qui en contient le plus). Les morceaux de plastiques trouvés dans les grands lacs sont plus petits mais aussi plus densément présents qu'en mer (24 % de plus qu'en Atlantique), ce qui augmente le risque de leur ingestion par les organismes aquatiques, avec des conséquences encore mal cernées. 

## Spécificités physicochimiques

### Nature des particules
Une particule peut être :
- minérale ou organique,
- vivante, morte ou abiotique,
- toxique, radioactive, allergène ou neutre,
- constituée d'un même matériau ou d'un agrégat de molécules ou matériaux différents, plus ou moins cohérent et solide.

Ces caractéristiques influent toutes sur leur devenir, la cinétique, la fonction d'une particule et sur ses interactions avec les organismes vivants et le reste de l'environnement.

### Forme et poids
Le poids et la forme d'une microparticule ont  également une grande importance, car ils modifient sa cinétique environnementale (déposition plus rapide pour les particules plus lourdes), son intégration dans le métabolisme des organismes et ses impacts sanitaires ;
- Les formes fibreuses et dures (type fibres d'amiantes ou fibre de verre) sont source de risque sanitaire ;
- On appelle « microsphères » des microparticules de forme sphériques qu'on utilise, par exemple, comme « vecteurs » pour les substances pharmaceutiques ou de l'information génétique à transférer dans un noyau cellulaire dans le cas de la transgenèse ;
- Les microparticules ont un rapport surface/volume beaucoup plus important qu'à l'échelle macroscopique. À tel point que des microparticules métalliques peuvent même se comporter dans l'air de façon explosive.

### Microparticules « biologiques »
Les microparticules sont formées par bourgeonnement cellulaire et ce sont des vésicules de tailles comprises entre 0,1 et 1 µm de diamètre. 
Elles excluent les exosomes et elles sont caractérisées par l'exposition de phospholipides chargés négativement à leur surface (principalement de phosphatidylsérines) favorisant ainsi l'activation de la cascade de la coagulation.

## Usages
Parmi les micro-particules commercialisées on peut compter celles de verre, de latex, de polystyrène, celles de différents métaux (carbone, argent, cuivre, etc.), et différents matériaux magnétiques. 

### Microparticules comme réactif dans le diagnostic médical
À titre d'exemple, les tests de grossesse personnels dans lesquels une couleur apparaît en cas de réaction positive utilisent des microparticules d'or comme réactif.

## Autres définitions concernant leur dimension
Bien que la définition 0,1 à 100 μm la plus généralement adoptée vienne compléter la définition des nanoparticules, il existe d'autres manières de définir leur dimension.
Sur un plan mathématique
Étant donné que le terme « micro » correspond à une grandeur de 10-6 m, la micro–particule devrait avoir une taille comprise entre 10-7,5 m et 10-4,5 m, soit comprise environ entre 31,6 nm et 31,6 μm. Pourtant, on considère habituellement que les microparticules font plus de 100 nm (en dessous, on parle de nanoparticule).
Sur un plan sanitaire
Les particules en suspension sont classées par l'OMS en fonction de leur toxicité : les PM 2.5 (particules dont la moitié a un diamètre inférieur à 2,5 μm) ont une taille telle qu'elles restent longtemps en suspension dans l'air (plusieurs jours) et les PM 10 (particules dont la moitié a un diamètre inférieur à 10 μm) sont suffisamment grandes pour être rapidement dispersées par les précipitations et sont donc moins toxiques.
En arrondissant
Les règles mathématiques de l'arrondi permettent d'envisager une autre définition : toute particule plus grande que 0,5 μm et plus petite que 0,5 mm peut être considérée comme une micro–particule.
Définition triviale
Très souvent, on appelle encore « nanoparticules » des particules dont la dimension est supérieure à 100 nm. La gamme de valeurs supérieure peut être comprise entre 300 et 700 nm, ce qui donne une nouvelle définition pour la taille des microparticules de 0,3 à 300 μm ou de 0,7 à 700 μm.

## Source
- (en) Cet article est partiellement ou en totalité issu de l’article de Wikipédia en anglais intitulé « Microparticles » (voir la liste des auteurs).